# Ercole Carzino
Ercole Carzino (Sampierdarena, 9 ottobre 1901 – Genova, 10 gennaio 1980) è stato un calciatore e allenatore di calcio italiano, di ruolo centro-sostegno.
Era noto anche come Carzino II per distinguerlo dal fratello Enrico Carzino, anch'egli calciatore, o con i soprannomi Testa di bronzo, Il capitano, Il condottiero o L'inesauribile Carzino.

## Biografia
Figlio di Luigi, nato a San Salvatore Monferrato nel 1862, operaio aderente alla Società Operaia di Mutuo Soccorso Universale (che fu una delle due società che permisero la nascita della Ginnastica Sampierdarenese), Ercole era il fratello minore di Enrico, anch'egli calciatore, e di Alfredo  (nato nel 1899), partigiano della Divisione Garibaldi "Cichero", caduto il 22 dicembre 1944.

## Caratteristiche tecniche

### Giocatore
Era mancino ma se la cavava bene anche con il destro. L'inesauribile Carzino, come lo chiamavano nei giornali della Stampa e del Littorale, un calciatore combattivo, con molta rudezza, tecnica e resistenza che giocò principalmente come centro-sostegno e mediano sinistro. Giocò anche alcune partite da attaccante con la maglia dell'Imperia e nel ritorno alla Sampierdarenese.
Era particolarmente abile nel gioco di testa, tanto da venir soprannominato in Italia come testa di bronzo, e in Spagna era conosciuto come el cabezón. Animatore magnifico dei suoi compagni di linea, Carzino vestì la maglia della Sampierdarenese, di cui fu capitano per molto tempo.

Bella azione di Carzino, Atalanta vs Dominante, 1928.

## Carriera

### Giocatore

#### Club

Carzino (a destra), capitano della Sampierdarenese, con il genoano De Vecchi prima di un derby.

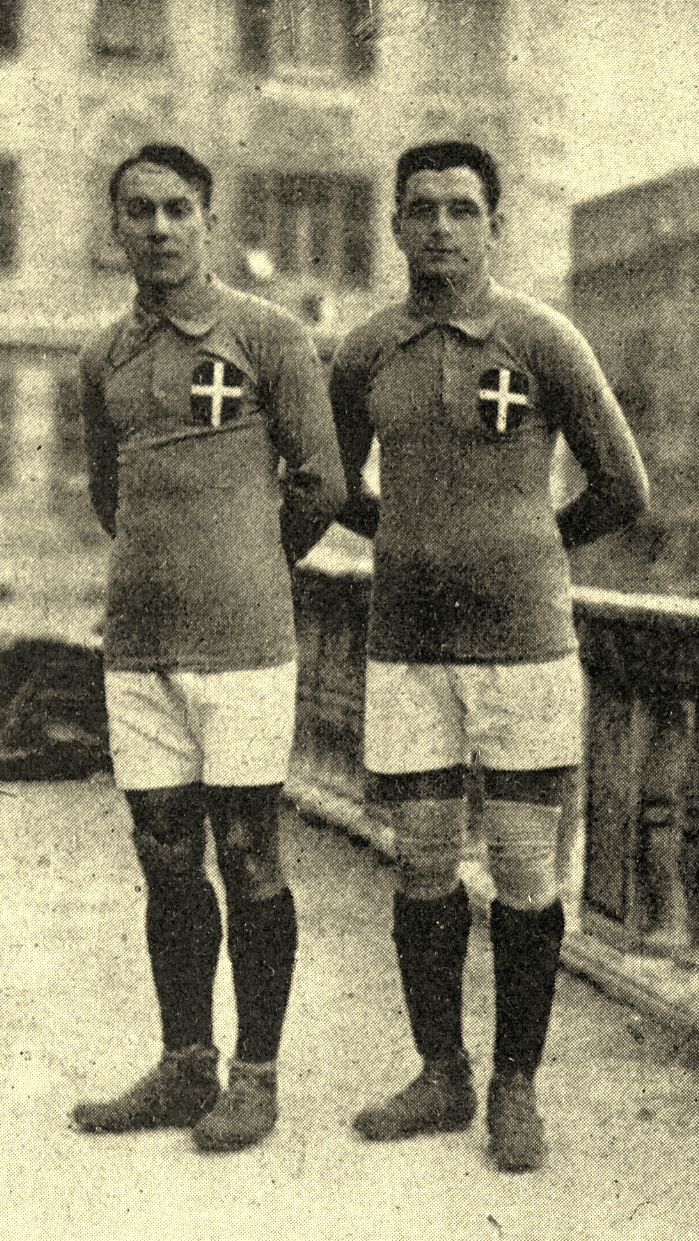
Boldrini (a sinistra), insieme al compagno di squadra Carzino II della Sampierdarenese, nel 1921 con la maglia azzurra della Nazionale.

Cresciuto nella società Speranza dell'Oratorio di Don Bosco, esordì giovanissimo alla età di quindicenne per poi passare a giocare con la maglia dell'Enotria Genova. Dopo passò brevemente all'Associazione del Calcio Ligure. Arrivò alla Sampierdarenese nel 1918. Dopo la prima guerra mondiale, conclusasi il 4 novembre 1918, la FIGC, dati i tempi ristretti, era impossibilitata dall'organizzare un campionato per la stagione 1918-1919 e quindi, nella stagione d'esordio in prima squadra, Carzino disputò amichevoli ed improvvisati tornei.. Con la maglia della società genovese esordì in Prima Categoria il 12 ottobre 1919, nella gara persa per 3-1 in casa del Grifone. Carzino giocò più di tre partite con la maglia della Nazionale Liguria e una con la nazionale piemontese. Giocò insieme a Adolfo Baloncieri, nel 1925 in una partita contro il Valencia, fornendogli l'assist per un gran gol in cui eluse quattro giocatori spagnoli.
Insieme a Renato Boldrini e Masoni costituì la linea difensiva chiamata "di ferro", che durò quatro stagioni, dal 1920 al 1923. Ercole giocò una delle partite della Coppa CONI 1927 contro la Cremonese.
Nel 1929 passò all'Imperia, dove rimase per due stagioni, ottenendo nel 1930 una promozione in Prima Divisione insieme a suo amico Pietro Scevola. Nella stagione successiva disputò alcuni incontri nel ruolo di attaccante segnando 12 reti in 9 partite. Ritornò alla Sampierdarenese nel 1931 insieme a Cornetto e i vecchi dirigenti già esautorati, tra cui Lenuzza, Buttignol, Riccardi e Barenghi come presidente. Giocò la sua ultima partita ufficiale nella Samp vincendo contro Pavia per 4 a 0, ottenendo una promozione in Serie B. La stagione seguente, nella prima fase del campionato 1932-1933 allenò la Sampierdarenese insieme ad Árpád Hajós, mentre nella seconda fase della stagione affiancò Hermann Felsner, raggiungendo l'ottavo posto finale. Ercole rimase nella Sampierdarenese fino al 1933, anno in cui appare nella lista di trasferimento.

#### Nazionale
(Carlo F. Chiesa, Il Secolo Azzurro)
Carzino giocò la sua unica partita ufficiale in Nazionale il 6 novembre 1921 nell'amichevole contro la Svizzera. Fu il primo giocatore della Sampierdarenese a giocare in Nazionale, seguito solo da Bruno Venturini quindici anni dopo.
Rimase in azzurro fino al 1924 quando fece parte della nazionale italiana che partecipò ai Giochi olimpici di Parigi, tuttavia non scese mai in campo nel corso della competizione; giocò moltissime amichevoli negli allenamenti della Nazionale tra il 1921 ed il 1924.

### Allenatore

Carzino (in piedi, primo da destra) allenatore della Sampierdarenese nella stagione 1932-1933

È stato allenatore-giocatore della squadra di Pietro Scevola, capitano dell'Imperia. Nel 1931 ritornò alla Sampierdarenese allenando nella prima fase della Prima Divisione 1931-1932 e raggiungendo la promozione in Serie B; nella stagione seguente sostituì Árpád Hajós dal 1º novembre 1932. La stagione seguente arriva al Rapallo Ruentes, comunque lasciò l'anno dopo, dovuto il suo lavoro d'autista, non aveva tempo per allenare la squadra ruentina.
Nel 1936 fu chiamato per allenare la Sestrese, restando alla guida dei liguri anche l'anno successivo in cui raggiunse il secondo posto nel girone C della Serie C ed i sedicesimi di finale della Coppa Italia. Nella stagione 1937-1938 la società, con il nuovo nome Manlio Cavagnaro, ottenne il terzo posto nel girone.

## Statistiche

### Presenze e reti nei club
| Stagione               | Squadra                | Campionato             | Campionato | Campionato | Coppe nazionali | Coppe nazionali | Coppe nazionali | Totale | Totale |
| Stagione               | Squadra                | Comp                   | Pres       | Reti       | Comp            | Pres            | Reti            | Pres   | Reti   |
| ---------------------- | ---------------------- | ---------------------- | ---------- | ---------- | --------------- | --------------- | --------------- | ------ | ------ |
| 1919-1920              | Sampierdarenese        | 1ª Cat                 | 8          | 0          | -               | -               | -               | 8      | 0      |
| 1920-1921              | Sampierdarenese        | 1ª Cat                 | 13         | 0          | -               | -               | -               | 13     | 0      |
| 1921-1922              | Sampierdarenese        | 1ª Cat                 | 15         | 0          | -               | -               | -               | 15     | 0      |
| 1922-1923              | Sampierdarenese        | 1ª Div                 | 21         | 3          | -               | -               | -               | 21     | 3      |
| 1923-1924              | Sampierdarenese        | 1ª Div                 | 16         | 4          | -               | -               | -               | 16     | 4      |
| 1924-1925              | Sampierdarenese        | 1ª Div                 | 21         | 1          | -               | -               | -               | 21     | 1      |
| 1925-1926              | Sampierdarenese        | 1ª Div                 | 21         | 1          | -               | -               | -               | 21     | 1      |
| 1926-1927              | Sampierdarenese        | DN                     | 17         | 3          | CN              | 7               | 1               | 24     | 4      |
| Totale Sampierdarenese | Totale Sampierdarenese | Totale Sampierdarenese | 132        | 12         | -               | 7               | 1               | 139    | 13     |
| 1927-1928              | La Dominante           | DN                     | 10         | 0          | CN              | 12              | 0               | 22     | 0      |
| 1928-1929              | La Dominante           | DN                     | 17         | 1          | -               | -               | -               | 17     | 1      |
| Totale La Dominante    | Totale La Dominante    | Totale La Dominante    | 27         | 1          | -               | 12              | 0               | 39     | 1      |
| 1929-1930              | Imperia                | 2ª Div                 | 21         | 3          | -               | -               | -               | 21     | 3      |
| 1930-1931              | Imperia                | 1ª Div                 | 17         | 9          | -               | -               | -               | 17     | 9      |
| Totale Imperia         | Totale Imperia         | Totale Imperia         | 38         | 12         | -               | -               | -               | 38     | 12     |
| 1931-1932              | Sampierdarenese        | 1ª Div                 | 6          | 0          | -               | -               | -               | 6      | 0      |
| Totale Campionato      | Totale Campionato      |                        | 203        | 25         | -               | 21              | 2               | 224    | 27     |

### Carriera da allenatore
| Stagione  | Squadra         | Campionato | Campionato | Campionato | Campionato | Campionato | Vittorie | Piazz.     |
| Stagione  | Squadra         | Comp       | G          | V          | N          | P          | Vittorie | Piazz.     |
| --------- | --------------- | ---------- | ---------- | ---------- | ---------- | ---------- | -------- | ---------- |
| 1929-1930 | Imperia         | D          | 23         | 16         | 4          | 3          | 69,57    | 1º (prom.) |
| 1931-1932 | Sampierdarenese | C          | 36         | 20         | 10         | 6          | 55,56    | 1º (prom.) |
| 1932-1933 | Sampierdarenese | B          | 32         | 13         | 7          | 12         | 40,63    | 8º         |
| 1936-1937 | Sestrese        | C+CI       | 35         | 22         | 8          | 5          | 62,86    | 2º         |
| 1937-1938 | Sestrese        | C+CI       | 31         | 16         | 4          | 11         | 51,61    | 3º         |

### Cronologia presenze e reti in Nazionale
| Cronologia completa delle presenze e delle reti in nazionale ― Italia | Cronologia completa delle presenze e delle reti in nazionale ― Italia | Cronologia completa delle presenze e delle reti in nazionale ― Italia | Cronologia completa delle presenze e delle reti in nazionale ― Italia | Cronologia completa delle presenze e delle reti in nazionale ― Italia | Cronologia completa delle presenze e delle reti in nazionale ― Italia | Cronologia completa delle presenze e delle reti in nazionale ― Italia | Cronologia completa delle presenze e delle reti in nazionale ― Italia |
| Data                                                                  | Città                                                                 | In casa                                                               | Risultato                                                             | Ospiti                                                                | Competizione                                                          | Reti                                                                  | Note                                                                  |
| --------------------------------------------------------------------- | --------------------------------------------------------------------- | --------------------------------------------------------------------- | --------------------------------------------------------------------- | --------------------------------------------------------------------- | --------------------------------------------------------------------- | --------------------------------------------------------------------- | --------------------------------------------------------------------- |
| 06/11/1921                                                            | Ginevra                                                               | Svizzera                                                              | 1 – 1                                                                 | Italia                                                                | Amichevole                                                            | -                                                                     |                                                                       |
| Totale                                                                |                                                                       | Presenze                                                              | 1                                                                     |                                                                       | Reti                                                                  | 0                                                                     |                                                                       |

## Palmarès

### Giocatore

#### Club
- Prima Categoria: 1

Sampierdarenese: Secondo Posto 1921-1922
- Prima Divisione: 1

Sampierdarenese: 1931-1932
- Seconda Divisione: 1

Imperia: 1929-1930
- Coppa Alberti 1926: 1

Sampierdarenese: Coppa Alberti 1926

### Allenatore
- Prima Divisione: 1

Sampierdarenese: 1931-1932
- Serie C: 1

Sestrese: Secondo Posto 1936-1937

## Citazioni
(La Stampa, 9 aprile 1923)
(La Stampa, 11 febbraio 1924)
(La Gazzetta dello sport, 7 dicembre 1925)
(Littoriale, 1928)
(Nonno Pietro Zino a suoi 107 anni di età  (Il Secolo XIX, 06-07-2016)